# Рибизи, Марисса
Санти́на Мари́сса Риби́зи (англ. Santina Marissa Ribisi; 17 декабря 1974, Лос-Анджелес, Калифорния, США) — американская актриса

 и сценаристка.

## Биография и карьера
Сантина Марисса Рибизи родилась 17 декабря 1974 года в Лос-Анджелесе (штат Калифорния, США) в семье музыканта Эля Рибизи и его жены-менеджера Гэй Рибизи (в девичестве Лэндрам). У Мариссы есть брат-близнец — актёр Джованни Рибизи.
В 1988—2006 годы Марисса снялась в 33-х фильмах и телесериалах. В 1998 и 2001 годах Рибизи выступила в качестве сценариста двух фильмов. В октябре 2007 года она запустила модную линию под названием «Whitley Kros» совместно с Софией Бэнкс.
С 3 апреля 2004 года Марисса замужем за музыкантом Беком. У супругов есть двое детей — сын Козимо Генри Рибизи (род. в августе 2004) и дочь Тьюсдей Рибизи (род. в мае 2007). 15 февраля 2019 года Бек подал на развод с Рибизи после почти 15-ти лет брака.

## Избранная фильмография
| Год  |   | Русское название            | Оригинальное название | Роль           |
| ---- | - | --------------------------- | --------------------- | -------------- |
| 1990 | с | Спасатели Малибу            | Baywatch              | Пола           |
| 1993 | ф | Под кайфом и в смятении     | Dazed and Confused    | Синтия         |
| 1994 | с | Грейс в огне                | Grace Under Fire      | Шелли Салливан |
| 1994 | с | Мятежное шоссе              | Rebel Highway         | Джоани Дюбуа   |
| 1995 | ф | Фильм о семейке Брейди      | The Brady Bunch Movie | Холли          |
| 1995 | ф | Забыть и вспомнить          | Kicking and Screaming | Шарлотта       |
| 1996 | с | Друзья                      | Friends               | Бетси          |
| 1998 | ф | Плезантвиль                 | Pleasantville         | Кимми          |
| 1999 | ф | Настоящее преступление      | True Crime            | Эми Уилсон     |
| 2000 | ф | 100 девчонок и одна в лифте | 100 Girls             | Дора           |
| 2001 | ф | Кафе «Донс Плам»            | Don's Plum            | Трейси         |